# Victor G. Atiyeh

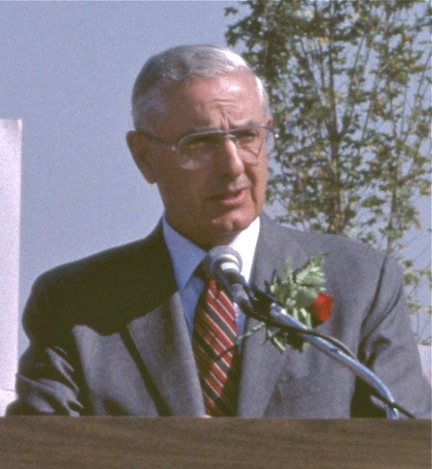
Victor G. Atiyeh (1986)

Victor George Atiyeh (* 20. Februar 1923 in Portland, Oregon; † 20. Juli 2014 ebenda) war ein US-amerikanischer Politiker. Er war von 1979 bis 1987 der 32. Gouverneur des Bundesstaates Oregon.

## Frühe Jahre und politischer Aufstieg
Victor Atiyeh besuchte nach der Schule die University of Oregon. Beruflich stieg er in das im Jahr 1900 gegründete Teppichgeschäft seiner Familie ein, dessen Präsident er 35 Jahre lang bleiben sollte. Er war Mitglied der Republikanischen Partei. Zwischen 1959 und 1964 war er Abgeordneter im Repräsentantenhaus von Oregon; zwischen 1965 und 1978 gehörte er dem Staatssenat an. Dort war er zeitweise republikanischer Fraktionsvorsitzender. In den Jahren 1968, 1972 und 1976 war er Delegierter zu den jeweiligen Republican National Conventions. 1974 verlor er bei den Gouverneurswahlen gegen den Demokraten Robert W. Straub. Vier Jahre später war Atiyeh wieder Spitzenkandidat seiner Partei und konnte Straub diesmal schlagen. Damit wurde er zum neuen Gouverneur seines Staates gewählt.

## Gouverneur von Oregon
Victor Atiyeh trat sein neues Amt am 8. Januar 1979 an. Nach einer Wiederwahl im Jahr 1982 konnte er es bis zum 12. Januar 1987 ausüben. Er war der erste gewählte Gouverneur eines US-Bundesstaates mit arabischer Herkunft. In seiner Amtszeit wurden die Arbeitsschutzgesetze verbessert. Die Sicherheitsbestimmungen in der Holz- und Fischereiindustrie wurden ebenfalls verschärft. Der Gouverneur betrieb eine weltweite Tourismuswerbung für Oregon und unternahm nationale und internationale Reisen zur Förderung des Handels. Eines seiner bekanntesten Werke war die Einführung einer Lebensmittelhilfe für Arme (in etwa vergleichbar mit den in Deutschland bekannten Tafeln). Für seinen Einsatz im humanitären Bereich erhielt der Gouverneur zahlreiche Auszeichnungen. Atiyeh war auch Mitglied mehrerer Gouverneursvereinigungen. Die vier Amtsnachfolger von Atiyeh waren allesamt Demokraten.

## Weiterer Lebenslauf
Nach dem Ende seiner Gouverneurszeit wurde Atiyeh ein internationaler Handelsberater. Im Jahr 2005 hatte er eine Operation am Herzen, wobei ihm ein Bypass eingesetzt wurde. Mit seiner Frau Dolores hatte er zwei Kinder. Er starb am 20. Juli 2014 in seiner Geburtsstadt Portland im Alter von 91 Jahren an den Folgen eines Nierenversagens.